# 天の覇王 北斗の拳ラオウ外伝
『天の覇王 北斗の拳ラオウ外伝』（てんのはおう ほくとのけんラオウがいでん）は、武論尊・原哲夫（原案）、長田悠幸（作画）による日本の漫画。『週刊コミックバンチ』（新潮社）231号（2006年3月24日号）から300号（2007年8月24、31日合併号）まで連載された。

## 概要
かつて『週刊少年ジャンプ』（集英社）に連載されていた『北斗の拳』のスピンオフ作品。同作品の主人公・ケンシロウの兄であるラオウからの視点で物語が展開され、北斗神拳の奥義を極めたラオウが世を救うべく乱世の覇者となり仲間達と共に動く様を描く。『週刊コミックバンチ』（新潮社）2007年14号で連載は終了した。コミックスは全5巻。また、2008年にテレビアニメ化、2009年にゲーム化された。
シナリオは主に織田信長の生涯や信長の逸話のオマージュが多いのが特徴。また、2006年から2008年にかけて製作されたアニメシリーズ『真救世主伝説 北斗の拳』の設定も踏まえ、同シリーズのオリジナルキャラクター・レイナとソウガがラオウの仲間として登場している。

## 登場人物
担当声優は特筆ない限りはテレビアニメ版での配役。

### 主要登場人物
ラオウ
声 - 宇梶剛士（若い頃 - 近藤孝行） / 小山力也（PSP版）
主人公。拳王として乱世の覇者となるべく北斗神拳を駆使し、拳王軍を率いて覇業に突き進む男。
ソウガ
声 - 松風雅也
修羅の国出身。レイナの兄でラオウの軍師となる。物事を的確に分析し、対処する冷静沈着な男。ラオウの覇業に協力している。動きが速く「韋駄天のソウガ」の異名を持つが、カサンドラ攻略の折、罠にはまったラオウやレイナを救うため右足を犠牲にする。降伏してきた敵を許すといった情けをかけていたが、リュウガと出会った後は彼と共にあえてラオウのため汚名を被り鬼となることを誓う。
リュウガが砂漠の村で何者かに敗れたとの報告を受けた後、ラオウの許しを得て、10人の部下と共に商人に扮してその村を探りに行く。しかし、そこで黒山陰形拳の使い手・ガイヤに奥義・指突血を受け2ヶ月の命とされてしまう。その後、瀕死ながらラオウに事の顛末を報告するがラオウには2ヶ月の命ということは秘密にしている。
レイナ
声 - 中原麻衣
修羅の国の出身でソウガの妹。スタイル抜群だが、屈強な兵士をも倒す剣の腕を持っていることから「双剣のレイナ」の異名を持つ。拳王親衛隊の隊長としてラオウを補佐する。生真面目で、感情的になりやすい。ラオウには特別な感情を持っており、それが原因でダガールに捕えられて監禁されるが、マミヤに救出される。アニメでは、 ユダの策謀で孤立した拳王府を、サクヤと共にラオウが帰還するまで、聖帝軍から死守した。
黒王号
ラオウを乗せる巨馬で、悪魔の馬と恐れられる。ラオウと会う前は智王ギオンの領地付近の黒王谷で馬千頭を率いていた。馬千頭の王として、ラオウの中の王たる器量を見て、覇業が成るまでその背をラオウに貸す。
サクヤ
声 - 木村亜希子
アニメオリジナルキャラクター（後にスペシャル読切に登場）。突如拳王の元にやって来た占いと天文学に通じる謎の女。そのため未来を断片ながらも知ることができる。スペシャル読切では、棘王ハデル率いる黒薔薇一族との戦いに軍師として参戦し砂嵐の到来を予知、適切な行動で勝利に貢献する。その後、未来を知るため南斗流鷗拳・リュウロウを訪ねる。アニメでは我王の黒鉄城を落としてから軍師として登用されるが、カサンドラに幽閉されているトキに内応し、外部の情勢を報告している。真の素性はガイヤの実妹であり、黒山陰形拳のもう一人の伝承者として、ユダやリュウガをも凌ぐ高い戦闘能力を誇っている。ラオウを愛するが、「哀しみ」を知らなければ救世主とは成り得ぬ男であるとも読む女。
最後は激突するラオウとサウザーを止めるため、拳を繰り出した両者の間に割って入った為に、両者の拳をまともに喰らって致命傷を受け、息も絶え絶えながらラオウとサウザーに救世主の有りようを説き、レイナに看取られて死亡した。

### 北斗神拳
トキ
声 - 東地宏樹（幼い頃 - 岡本信彦）
ラオウの実弟。北斗神拳を医療のために使用していて、奇蹟の村に住んでいる。ラオウと再会後、捕えられカサンドラに幽閉される。アニメでは、サクヤより外部の動向や情勢を知らされている。
ケンシロウ
声 - 石川英郎
ラオウやトキの義弟で北斗神拳伝承者。シンにユリアを奪われ絶望し荒野を彷徨っていたが、「哀しみ」を知る男に成長する。強敵との死闘の度に強くなっている。
ジャギ
声 - 青木強
北斗神拳伝承者・ケンシロウを名乗る。ソウガやレイナとの邂逅で彼らの素性を知った後、自身の正体と本心を語り拳王の配下に下る。アニメには登場しないがゲームには登場した。
リュウケン
声 - 斧アツシ
第63代北斗神拳伝承者。ラオウ、トキ、ジャギ、ケンシロウを育て上げる。新伝承者がケンシロウになった際、ラオウに拳と覇道を棄てるよう死ぬ寸前まで諫言する。

### 拳王軍
智王ギオン
声 - 御園行洋
拳王侵攻隊を一度は罠にはめて全滅させた男。しかし、その事でラオウと黒王との接点が出来たため、降伏後は罪を許され拳王軍の将軍となる。監獄都市カサンドラの獄長を任されるが、ウイグルの登場によりその地位を剥奪される。
ウサ
拳王軍の副軍師。アミバにトキを捕らえ連れて来るよう命じた。
アミバ
声 - 興津和幸
トキに恨みを持っていて、彼になりすまして病人を殺害し、トキの名を地に貶めた男。
トキと戦う際に「北蛇鍼拳」を名乗り秘孔をつくも、トキにそのような秘孔はないといわれた上に、北斗有情拳で死にかけてしまう。
アニメでは登場がカットされている（ゲームでは登場する）。
ウイグル
声 - 三宅健太
乱世に自身の伝説を残すことを目的にしている男。拳王軍の討伐に請われ参加したが、あまりの情けなさに失望して、敵と共に自分の一小隊を全滅させた。反逆罪でカサンドラで死刑執行されたが全く効かず、計5回も執行されたが生きていたので、ラオウがカサンドラに到来したが、ウイグルの才を見抜き、カサンドラと獄長の地位を与える。その後、カサンドラ陥落で討ち死にしたと報告がラオウへ届く。
ギハン
声 - 保村真
拳王偵察隊。ソウガにケンシロウの成長を報告した。アニメでは、サクヤにソウガに知らせた情報を逐一報告している。
ザク、バルガ
拳王軍の将軍達。ソウガによれば、後の良将たちも、現時点では力量が不足しているとのこと。
リュウガ
声 - 松原大典
誰にも属さない孤高の星・天狼星を宿星とする男。泰山天狼拳を操る。ジュウザの異母兄。リュウロウと戦ったラオウを天を握る存在と認め、その片腕となる。平和の世を作るため、あえて汚名を被り魔狼となることを決意し覇業に貢献する。ガイヤの黒山陰形拳を腹に受けて敗れるが、命は取り留める。
リガ
声 - 大原崇
砂漠の村を調査するソウガの兵の一人。病人を装って寝たふりをし、機を見て調査を始めるが何者かに殺害される。
ダル、グマイ、カガリ
声 - 青木強（ダル）、興津和幸（グマイ）
砂漠の村を調査するソウガの兵たち。行方知れず。
ジャック
元・拳王特攻隊。最初はジライ団にいたが、その後、拳王軍に参加。拳王軍創設期からラオウを知っている。父・ラオウが悪魔だと言われ動揺するリュウにラオウの真の理想は「争いのない平和な世」であったことを説明した。

### 南斗六聖拳
サウザー
声 - 関俊彦
聖帝。南斗鳳凰拳伝承者で、宿星は「将星」。南斗108派の半分を配下に持ち、周囲の軍閥を打倒、吸収し勢力を拡大する。ユダの策で拳王府を襲撃した際にラオウと戦うが、互いが相手の強さに驚愕し、相互不可侵を結ぶ。
ユダ
声 - 谷山紀章
南斗紅鶴拳伝承者にして「妖星」を宿星とする男。サウザーに与する。サウザーがラオウと会見する際、ラオウがいない拳王府を攻撃した。怒ったラオウと戦い、歯が立たず瀕死となるもののサウザーの要請で命は助かる。美しい女を捕え女刺客として調教、軍閥の長を色仕掛けで油断させ、これを殺し、その居城を奪う策略で勢力を拡大している。
シン
南斗六聖拳の一つ・南斗孤鷲拳（南斗聖拳）の伝承者。愛に殉じる「殉星」の男。ケンシロウからユリアを奪った。KINGと名乗り、サザンクロスタウンを本拠に急速に勢力を拡大する。
ユリア
南斗六聖「慈母星」の女。ケンシロウの許嫁であったが、シンに連れ去られる。その後、シンの居城から飛び降りたとされている。
なお、作中には出てきていないがカサンドラ陥落の一報がラオウへ届いたおり、カサンドラを落とした者の名前でレイの名が挙げられている。

### 南斗五車星
ジュウザ
声 - 藤原啓治（若い頃 - 浅沼晋太郎）
自由気ままに生きる男。リュウガの異母弟。ユリアを守護する五車星の一人で“雲のジュウザ”とも言われる。ユリアとは異母兄の関係。我流拳（がりゅうけん）を操る。ユリアを連れ去ったシンがサザンクロスにいることを突き止め、サザンクロスの酒場にいるところをリュウガと会う。ユリアが死亡したこと、さらにケンシロウがサザンクロスに近づいていることをリュウガに伝える。

### 南斗聖拳の拳士
ハッカ、リロン
声 - 乃村健次（ハッカ）、興津和幸（リロン）
聖帝サウザーに仕える南斗聖拳108派・南斗飛燕拳の使い手。ラオウに敗れる。
ハバキ
声 - 堀川仁
アニメオリジナル。我王の一の部下たる将軍。南斗隼牙拳の使い手。良将であり、我王のサクヤ保護を戒める。サクヤの計略で我王が殺害された後、入城したレイナを追い詰めるが、ラオウの拳によって倒される。
リュウロウ
声 - 諏訪部順一
かつては“南斗の智将”と呼ばれた南斗流鴎拳の使い手。南斗聖拳108派が互いに争うようになってから、それに失望して世捨て人の生活を送っていた。彼の実力を知るサウザーから招聘の使者が何度も来たが全て断っている。ラオウ自ら招聘の折、民衆はケンシロウのような人を待っており、ケンシロウとなら共に戦うと要請を断り、ラオウと戦う。ラオウの額に突きを見舞ったが、病に冒されていたため致命傷にはならず、ラオウの強撃を受け絶命した。
『蒼黒の餓狼』にも登場し、南斗六聖の拳士たちが南斗の寺院に集合した際は、シュウの代理として呼ばれた。
ダガール
声 - 古澤徹
右目に眼帯をしているユダの副官。主と同じく知略を得意とする。南斗聖拳108派・南斗比翼拳の使い手。単独でやって来たレイナを捕え、刺客としてラオウに送り込もうと計画する。

### 他の軍閥・拳士
ジライ
声 - 志村知幸
盗賊・ジライ団を統率する頭。ウェスタンハットに棘のついたジャケット、ゴーグルをしている。ニドウ村を襲い強盗、殺人を犯した後、鬼厳城を目指していたラオウと遭遇する。ラオウの体格を見て、ジライ団に誘うが「（器が）小さい」と言われ逆上、襲い掛かるがラオウの一撃で敗れる（その一撃は後ろにあったビルまで崩した）。
鬼王ゴラム
声 - 稲田徹
北関東の半分を勢力下にしている鬼巖城の主。この城を奪いに来たラオウと戦う。峨嵋拳を使うが、ラオウの北斗剛掌波に沈む。アニメ版では北斗剛掌波を受けた後も生きており、ラオウ達3人に警告して息絶えた。
我王
声 - 梅津秀行
アニメオリジナル。北にある難攻不落の黒鉄城の主。ラオウ軍を前にして1週間、城を持ちこたえさせたがその好色が仇となり、サクヤの色仕掛けの策にかかりレイナの矢でとどめを刺される。
龍帝アモン
声 - 宝亀克寿
関東の西、小高い丘にある要塞都市・カサンドラを建設した男。しかし、年を経るにアモンは情緒不安定になり、天下統一への志は消えていた。カサンドラへ踏み込むと幾多の罠が発動し、ラオウたちが来るまで、龍帝の元まで辿り着く者はいなかった。
獅子王イゴール
声 - 金光宣明
北の軍閥。巨大で獰猛な野獣のような男。南の雷帝ライズ軍と共謀し、同時に拳王軍領地に侵攻してきた。討伐隊隊長となったリュウガと対峙するも天狼凍牙拳に首を飛ばされ敗れる。その後、ライズの髑髏と共に戦勝祝いの盃としてラオウの前に献上された。
雷帝ライズ
南の軍閥。フードを被り右腕に電撃を纏う装置を着けている。北の獅子王イゴール軍と共謀し、同時に拳王軍領地に侵攻してきた。ラオウの左拳に電撃を纏った右拳で対抗するが、右腕を破壊され更に体を貫かれる。その後、イゴールの髑髏と共に戦勝祝いの盃としてラオウの前に献上された。
玄王サリム
声 - 青木強
ユダ軍の刺客・イザベラに毒を飲まされ苦しむところを小刀で刺殺された一軍閥の長。
鉄帝ジャダム
声 - 山口太郎
アニメオリジナル。 重鎧に身を固めた一軍の長。その軍は防備は厚いが機動力に劣る。正面から拳王軍に迫り、横からのリュウガとサクヤの奇襲で部下たちに逃げられるも、リュウガを一時的に奥義・牙針弾で怯ませる。しかし、サクヤの黒山陰形拳により瞬殺された。
冥王（めいおう）
ラオウに敵対する軍閥の長。シン、大佐（カーネル）亡き後のサザンクロスとゴッドランドを制圧した。ガイヤに秘術・命動針を施されており、ガイヤの傀儡に過ぎない。
ガイヤ
声 - 加藤将之
黒山陰形拳の伝承者。人の中に潜み表に出ず支配することを信条としている。強さも砂漠の村の情報を探りに来たリュウガ、ソウガを破るほど。また、人を操る術も会得している。その術で冥王を操り、ラオウを倒して世の支配者になることを画策していた。ラオウとの戦いでは姿を消し翻弄させるが、気（オーラ）を纏ったラオウには触れることもかなわず、剛腕から繰り出される凄まじい連撃を受け敗れる。
王を名乗ることは余計な労力・時間を使う愚策と考えており、自ら拳王・聖帝を名乗るラオウとサウザーを馬鹿にしていた。アニメ版ではサクヤの兄である。
棘王ハデル
スペシャル読切に登場した軍閥。右目に薔薇の眼帯を巻いており、彼が率いる軍勢は黒薔薇一族と呼ばれる。拳王軍と激突するが突然の砂嵐に襲われたところを拳王軍に蹂躙される。

### その他
シズメ
聖帝十字陵建設のため、聖帝軍に連れて行かれた少女。
シモト
声 - 藤村歩
隠れていて聖帝軍に連れて行かれるのを免れた黒髪の少年。
ナギ
隠れていて聖帝軍に連れて行かれるのを免れた少年。ラオウが抗い、戦うことを身を持って教えた。
ゼノス
アモンの息子。アモンが狂った後カサンドラの罠により死んだらしい。
コズム
声 - 金井良信
奇跡の村の住人。眼鏡を掛けた老人。左足をトキに治療してもらっていたが、トキのいない間に襲ってきた野盗に立ち向かうも殺されてしまう。
クラブ
声 - 大原崇
シン配下。酒場で突如やってきたリュウガを隊長とした軍と対峙する。部下を殺されたため逆上、蟷螂拳でリュウガに襲い掛かるが、難なく見切られた上、鉤爪を壊されてしまい戦意を喪失する。その後に登場したジュウザの警告で命は助かる。
スペード
シン配下。直接は登場はしていないが、彼がケンシロウに殺されたことを知ったシンの配下が罪もない人を処刑、その躯に「胸に七つの男に告ぐ」の一文を貼り付けている。
イザベラ
声 - 別府あゆみ
ユダ軍に調教されたUDの女。玄王サリムを殺しダガールにその報告をするが、首にかすり傷があることを見抜かれ捨てられた。陵辱と拷問を受けた後、レイナの手引きで逃亡を図るが、矢に貫かれ散る。
コマク
声 - 宮澤正
非常に背が小さいダガールの副官。レイナが居城にやって来ることをダガールに報告、レイナの出迎えをした。
マミヤ
その美しさのあまりユダ軍に捕まりUDの焼印を押された女。その後、脱走し女であることを捨てる。後に、カサンドラを落とした者の一人としてラオウに報告がいく。
ガル
戦争で死んだ父のため墓を立て弔っていた兄弟の弟。
リュウ
ラオウの息子。
ハクリ
リュウの面倒を見る壮年の男。
リセキ
ハクリと共にリュウの面倒を見るある村の長老。
ロイ
カサンドラで殺された拳法家を父に持つ少年。その憎悪をリュウに向ける。

## 登場拳法
北斗神拳（ほくとしんけん）
1800年続く暗殺拳。新伝承者はケンシロウ。南斗聖拳とは表裏一体をなす。秘孔を突くことにより相手を内部から破壊するのを極意とする。
峨嵋拳 出洞猛蛟の型（がびけん しゅつどうもうこうのかた）
鬼王ゴラムが使う拳。
南斗飛燕拳（なんとひえんけん）
南斗聖拳108派の一つ。ハッカとリロンが使う。
南斗鳳凰拳（なんとほうおうけん）
南斗六聖拳の一つ。サウザーが伝承者。南斗最強の拳。
南斗隼牙拳（なんとしゅうがけん）
アニメオリジナル。ハバキの習得した拳。レイナの双剣をも断ち割る。
太極龍拳（たいきょくりゅうけん）
龍帝アモンが使う拳。しかし、アモン自身が腐っており、その拳もかつてのものではなかった。
北蛇鍼拳（ほくだしんけん）
自称・鍼灸を極めたアミバが北斗神拳をヒントに完成させた拳。
南斗流鴎拳（なんとりゅうおうけん）
リュウロウの使う南斗聖拳。
武当山金豹拳（ぶとうざんきんぴょうけん）
ラオウの拳法家狩りに遭った武闘家の拳。詳細は不明。
泰山天狼拳（たいざんてんろうけん）
天狼星を宿星とするリュウガの拳。素手で敵の肉体を削ぎ取るが、その拳はあまりに速く、凍気すら感じさせる。
蟷螂拳（とうろうけん）
クラブの使う拳。装着した鉄の爪で切りつける。
南斗比翼拳（なんとひよくけん）
ユダの副官・ダガールの使う拳。南斗聖拳108派の一つ。鋭い手刀でレイナの双剣を真っ二つにした。
厳鉄拳（げんてつけん）
アニメオリジナル。ジャダムの拳。自らの肉体を鋼鉄と化し、敵の身体を拳で貫く。
黒山陰形拳（こくざんおんぎょうけん）
姿を見せず相手を殺す暗殺拳。カサンドラで武道者を殺しその奥義を得ることはこの拳を探し出すことが目的であった。

## 技、奥義
※登場順に記載。
鎖鏈鞭（されんべん）
ジライが使う鎖を鞭のように相手に当てるだけの技。ラオウの肉体には傷一つ負わせることはできなかった。
峨嵋鬼突拳（がびきとつけん）
ゴラムが使う拳。左の掌を突き出すと同時に、両手に隠し持った手裏剣や苦無を放つ奇拳。
幽冥狼牙拳（ゆうめいろうがけん）
峨嵋拳奥義。狼のように相手に襲い掛かる。
北斗剛掌波（ほくとごうしょうは）
北斗神拳奥義。ラオウの代名詞でもある。右手で凄まじい闘気を相手に放つ。
双燕乱舞（そうえんらんぶ）
南斗飛燕拳奥義。上空に飛び上がり、高速で相手目掛けて突きを繰り出す。
北斗円掌波（ほくとえんしょうは）
相手の攻撃を掌で受け止め、掌を回転させる事により、相手を破壊する。
血粧嘴（けっしょうし）
南斗紅鶴拳奥義。遠距離の相手に鋭い手刀でかまいたちを見舞う。ラオウには「小鳥の囀り」と全く通用しなかった。
北斗輯連打（ほくとしゅうれんだ）
凄まじい打撃の連打。ユダに使った時は秘孔を外していた。
北斗一点鐘（ほくといってんしょう）
サウザーに対して使用した技。アッパーのような技である。拳に気を込める技でもあり、たとえ相手が拳そのものは防いだとしても、気によって秘孔を突くことが可能である。
極星十字拳（きょくせいじゅうじけん）
南斗鳳凰拳の技。相手に十字傷が残るほどの鋭い拳で切り裂く。
飛龍幻舞（ひりゅうげんぶ）
太極龍拳奥義。闘気を3匹の龍に変え、相手に放つ。しかし、ラオウには気合だけでかき消された。
無想転生（むそうてんせい）
北斗神拳究極奥義。トキがラオウとの邂逅の折、言及した。自分の覇道への協力を迫るラオウに対し無想転生は愛を知る者だけが体得しうる奥義であり、ケンシロウは未熟ではあるがその片鱗が見えるのに対しラオウにはそれがないと告げ、協力を断っている。
天狼凍牙拳（てんろうとうがけん）
泰山天狼拳の技。拳があまりに速いため、受けた相手は凍気を感じながら絶命する。
嵩山旋風脚（すうざんせんぷうきゃく）
韋駄天ソウガが使う足技。
旋風牙（せんぷうが）
アニメオリジナル。南斗隼牙拳奥義。空気の流れを操り、敵を断つと思われる技。ラオウの顔にかすり傷をつけるも一撃で粉砕された。
泰山流双条鞭（たいざんりゅうそうじょうべん）
ウイグルが鞭2本を使う技。
華山獅子吼拳（かざんししくけん）
獅子王イゴールの使う技。しかし、発動する間もなくリュウガの天狼凍牙拳にイゴールが敗れたため詳細は不明。
厳鉄拳爆鋼弾（げんてつけんばくこうだん）
アニメオリジナル。 鋼鉄化した肉体を敵にぶつけ、衝撃を与えるジャダムの技。リュウガには通用せず。
牙針弾（がしんだん）
アニメオリジナル。厳鉄拳奥義。一種の含み針状に唾液を硬化させる技と思われ、不意を突かれたリュウガの目を一時的に奪う。
指突血（しとつけつ）
黒山陰形拳・奥義。敵の肺を破壊する。
命動針（めいどうしん）
ガイヤの秘術。これにかかったものは術者が死なない限り、術者の操り人形と化す。
滅天破城（めってんはじょう）
黒山陰形拳・奥義。ラオウの背後を取ったガイヤがとどめの一撃とばかりに放った技。しかし、ラオウに触れる前にガイヤがラオウの気によって弾き返されたので詳細は不明。後に販売されたゲーム版では、縦横無尽に宙を飛び攻撃を加えるものとなっている。

## 秘孔
止動穴（しどうけつ）
サウザーに北斗一点鐘を使った時、ラオウが突いた秘孔。サウザーの負傷が額であることから、この秘孔は額に存在するとみられる。
天悶（てんもん）、神蛾（しんが）、胸凶（きょうきょう）
北蛇鍼拳の三大奥義。アミバがトキに突いた秘孔。この3つの秘孔を突かれると動くことができなくなるとアミバは言うが、トキいわく「そんな秘孔はない」。
新血愁（しんけっしゅう）
突かれた日から3日後、全身から血を流しながら死ぬという秘孔。

## テレビアニメ
『北斗の拳 ラオウ外伝 天の覇王』（ほくとのけん ラオウがいでん てんのはおう）の題名でTOKYO MXほかにて2008年10月から12月まで放送された。劇中ナレーションは斧アツシが担当。東映版のように技名がテロップで流れることがある。地上波ではぼかしや塗りつぶしなどの修正が入っている。

### スタッフ
- 原案 - 武論尊、原哲夫
- 作画 - 長田悠幸
- 製作総指揮 - 堀江信彦
- 監督 - 阿部雅司
- シリーズ構成・脚本 - 大野木寛
- キャラクターデザイン - 丸藤広貴
- 総作画監督 - 輿石暁
- デザインワークス - 森木靖泰
- 美術監督 - Lee Seo Gu
- 撮影監督 - 小室正一
- 編集 - 衛藤太志
- 音響監督 - 明田川仁
- 音楽 - KAZSIN（石川一宏、内藤慎也）
- プロデューサー - 中林太、臼井久人、石塚治寿
- アニメーション制作 - サテライト
- 製作 - 天の覇王制作委員会（アミューズソフトエンタテインメント、インターチャネル、ショウゲート、コアミックス）

### 主題歌
オープニングテーマ「嘆きのエンドレス」
作詞 - haderu / 作曲・編曲 - elsa / 歌 - jealkb
エンディングテーマ「ナミダノカワ」
作詞・作曲・歌 - mina☆muse / 編曲 - TAKAHIRO KANEKO

### 各話リスト
| 話数 | サブタイトル          | 絵コンテ   | 演出       | 作画監督                 |
| ---- | --------------------- | ---------- | ---------- | ------------------------ |
| 1    | わが拳は天のため!     | 阿部雅司   | サトウ光敏 | 大原和男 昆進之介 輿石暁 |
| 2    | 王は王を知る!         | 福島一三   | 西村大樹   | Pak Dae Yeol             |
| 3    | われに落とせぬ城なし! | 吉田英俊   | 福島一三   | 臼田美夫                 |
| 4    | この拳、誰がために!   | 山崎茂     | 山崎茂     | 三宅雄一郎               |
| 5    | 相剋の兄弟!           | 柳瀬雄之   | 石川久一   | Kim Seong Beon           |
| 6    | 鬼、目覚める!         | 吉田英俊   | 福島一三   | Eum ik hyun Seo jin woon |
| 7    | 蒼き狼、大地を駆る!   | 柳瀬雄之   | 西村大樹   | Pak Dae Yeol             |
| 8    | 慟哭、闇に響く!       | サトウ光敏 | サトウ光敏 | 臼田美夫                 |
| 9    | 女の戦い              | 大関雅幸   | 山崎茂     | 森田実                   |
| 10   | 熱砂に砕ける拳!       | 鈴木卓夫   | 北川正人   | Seo Jung Duk             |
| 11   | 聖帝、現る!           | 柳瀬雄之   | 西村大樹   | Pak Dae Yeol             |
| 12   | いま堕つる拳王府!     | 福島一三   | 原博       | 小山知洋                 |
| 13   | わが赴くは天の道!     | 阿部雅司   | 阿部雅司   | 大原和男 柳瀬雄之 村上勉 |

### 放送局
| 放送期間                     | 放送時間                     | 放送局             | 対象地域 | 備考                              |
| ---------------------------- | ---------------------------- | ------------------ | -------- | --------------------------------- |
| 2008年10月3日 - 12月26日     | 金曜 1:28 - 1:58（木曜深夜） | テレビ愛知         | 愛知県   | テレビ東京系列                    |
|                              | 金曜 22:30 - 23:00           | TOKYO MX           | 東京都   | 独立局                            |
| 2008年10月8日 - 12月24日     | 水曜 2:05 - 2:35（火曜深夜） | テレビ大阪         | 大阪府   | テレビ東京系列                    |
| 2008年11月7日 - 2009年2月6日 | 金曜 0:30 - 1:00（木曜深夜） | キッズステーション | 日本全域 | アニメ専門CS放送 リピート放送あり |

### DVD
- 〜北斗の拳 ラオウ外伝 天の覇王（DVD全6巻 2009年1月より毎月末発売）

## ゲーム
『北斗の拳 ラオウ外伝 天の覇王』
PlayStation Portable用ゲームとして、インターチャネルより2009年1月22日に発売された。